# Mi corazoncito
«Mi corazoncito» es el segundo sencillo lanzado por la banda domínico-estadounidense de bachata Aventura de su álbum en vivo K.O.B. Live (2006). 
La canción alcanzó gran reconocimiento en muchos países de habla hispana y alcanzó el número uno en el Billboard. Por ello es la canción más popular de la agrupación con más de 90 millones de reproducciones en YouTube.

## Vídeo musical
El video musical de «Mi Corazoncito» comienza con Romeo mirando la foto de una chica quien parece ser su amor platónico, mientras que en realidad ella está fuera de su alcance. La protagonista del vídeo, es la modelo, cantante y ex Miss Universo 2003, Amelia Vega de República Dominicana.

## Posición en listas
| Lista (2007)                          | Posición más alta |
| ------------------------------------- | ----------------- |
| U.S. Billboard Hot Latin Tracks       | 2                 |
| U.S. Billboard Latin Pop Airplay      | 15                |
| U.S. Billboard Latin Tropical Airplay | 1                 |

### Sucesión y posicionamiento
| Predecesor: Pegao de Wisin & Yandel fest. Los Vaqueros | U.S. Billboard Latin Tropical Airplay — Sencillo N°. 1 (Primera vuelta) 26 de mayo de 2007 - 1 de junio de 2007       | Sucesor: Dímelo de Enrique Iglesias                      |
| Predecesor: Mi gente de Marc Anthony                   | U.S. Billboard Latin Tropical Airplay — Sencillo N°. 1 (Segunda vuelta) 13 de octubre de 2007 - 19 de octubre de 2007 | Sucesor: La travesía de Juan Luis Guerra & su banda 4.40 |

## Premios
«Mi Corazoncito» recibió dos galardones en los premios Billboard Latin Music 2008 en la categoría "Hot Latin Song of the Year" y "Canción Tropical del Año" para un Dúo o Grupo. La canción también recibió un premio en los Premios Lo Nuestro 2008 por "Canción Tropical del Año".